# Old Man of the Lake

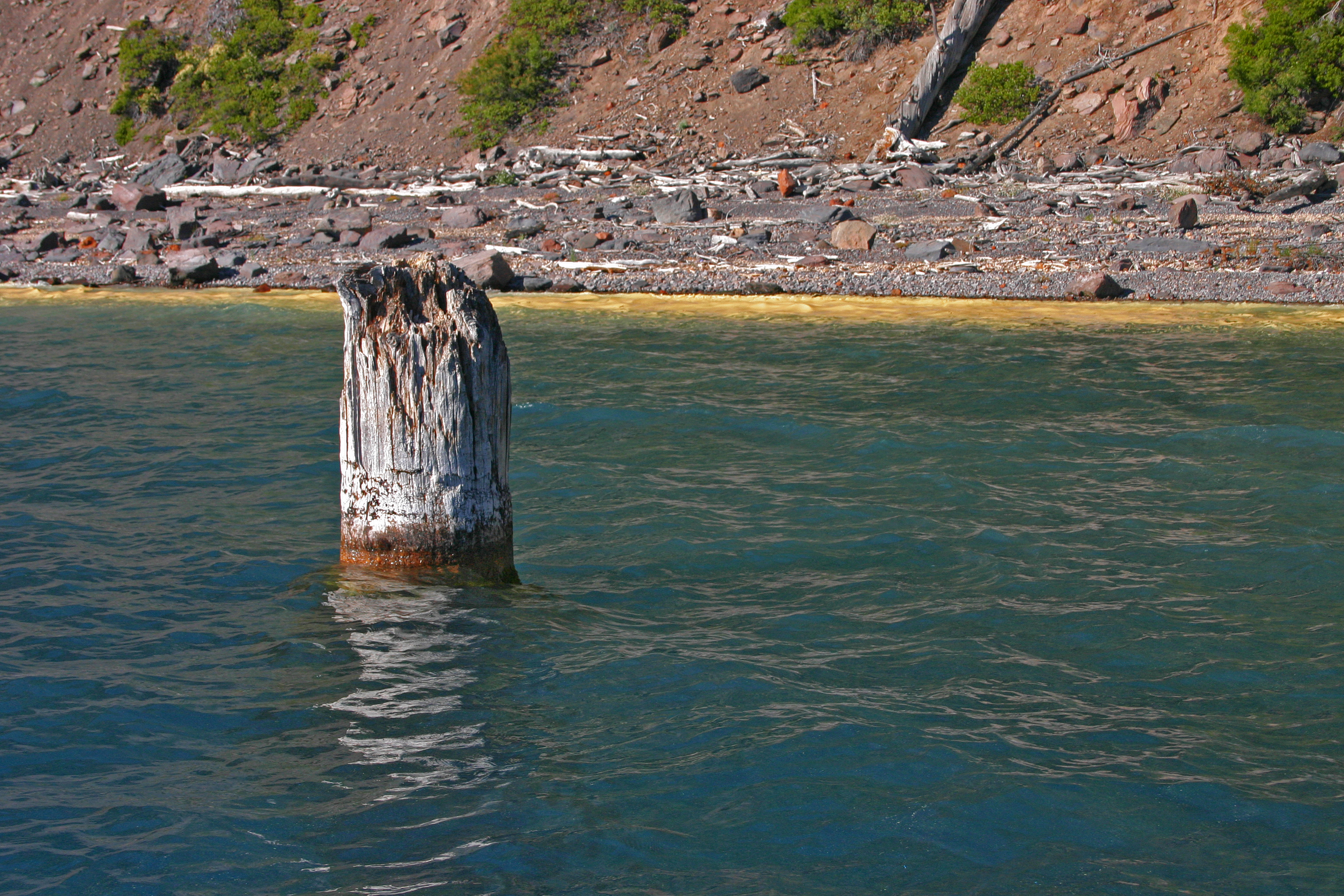
Der Old Man of the Lake (2005)

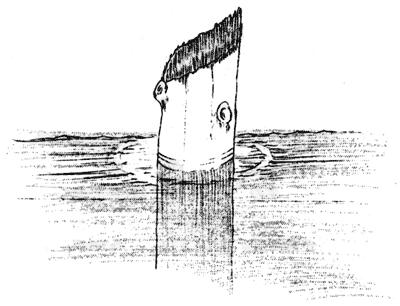
Eine Skizze von 1938

Als Old Man of the Lake (zu deutsch Alter Mann des Sees) wird ein etwa neun Meter langer Baumstumpf bezeichnet, der mindestens seit 1896 aufrecht im Crater Lake im Crater-Lake-Nationalpark in Oregon (USA) schwimmt.
Der Durchmesser des Stammes beträgt etwa 60 Zentimeter, und er ragt etwa 120 Zentimeter aus dem Wasser heraus. Das Alter des Stammes, der vermutlich von einer Hemlocktanne stammt, wird auf über 400 Jahre geschätzt. Auf ihm wächst Moos der Gattung Fontinalis, das normalerweise nur unter Wasser zu finden ist. Der Stamm schwimmt stets aufrecht; Versuche, ihn – etwa durch Daraufstellen eines Menschen – zum Kippen zu bringen, scheiterten. Er bewegt sich, vom Wind getrieben, im See.

## Forschungsgeschichte
Der Baumstumpf wurde erstmals 1896 von dem Geologen Joseph Diller (1850–1928) beobachtet. Im Jahre 1902 veröffentlichte Diller eine erste Studie dazu. Er beschrieb den Stumpf als ausreichend stabil, das Gewicht eines Mannes zu tragen, und berichtete, dass der Baum im See umherschwamm: Im Vorjahr habe er ihn etwa 400 Meter von der 1896 beobachteten Stelle entfernt gesehen. Eingehende Studien folgten 1938, nach denen der Stamm in drei Monaten eine Strecke von insgesamt 99,9 Kilometern zurücklegte; allein an einem besonders windigen Tag waren es 6 Kilometer (3,8 Meilen). 
Das für Holz ungewöhnliche aufrechte Schwimmen des Stammes ist wissenschaftlich nicht abschließend geklärt. Die wahrscheinlichste Theorie nimmt an, dass der Baum in seinem Wurzelwerk einen schweren Stein umschlossen hatte, als er ins Wasser fiel. Dieser Stein zog den Stamm über lange Zeit senkrecht nach unten, bis das Wurzelwerk soweit verrottet war, dass der Stein sich lösen konnte. In dieser langen Zeit trocknete der über der Wasseroberfläche befindliche Teil aus und verlor damit an Gewicht, der untere Teil quoll auf und behielt auch nach dem Verschwinden des Steines seine Stabilität. Durch den Auftrieb des Wassers wird der teilweise trockene Stamm an der Oberfläche gehalten. Das Vorkommen von Quellmoos am oberen Ende lässt vermuten, dass auch dieser sich früher unter der Wasseroberfläche befunden hat. Als mögliche Ursache für die Langlebigkeit des Stammes wird die außergewöhnlich gute Wasserqualität des Sees angesehen, dank derer sich das Holz nur äußerst langsam zersetzt.